# Jackie Barnes
Jaclyn "Jackie" Barnes (* 29. November 1986 in den Vereinigten Staaten) ist eine US-amerikanische Goalballspielerin.
Barnes begann in ihrer Jugend Goalball zu spielen. Zuerst nur aus Spaß und dann einige Jahre später professionell. Ihr erster Erfolg war der Gewinn einer Goldmedaille bei den Para Pan American Games 2005 in São Paulo. 2008 in Peking nahm sie erstmals bei den Paralympischen Spielen teil und gewann dort mit der Frauen-Goalballmannschaft eine Goldmedaille.

## Erfolge
- 2005 Para Pan American Games, Sao Paulo: Gold
- 2006 World Championships, Spartanburg, S.C.: Bronze
- 2007 USABA Nationals, Saint Augustine, Fla.: Bronze
- 2008 USABA Nationals, Salt Lake City, Utah: Silber
- 2008 International Goalball Classic, Birmingham, Ala.: Bronze
- 2008 Sommer-Paralympics Peking: Gold